# أيدان غيرا
أيدان غيرا (بالإنجليزية: Aidan Guerra) هو لاعب دوري الرغبي أسترالي، ولد في 25 فبراير 1988 في تاونسفيل في أستراليا.